# Daniel Leonard

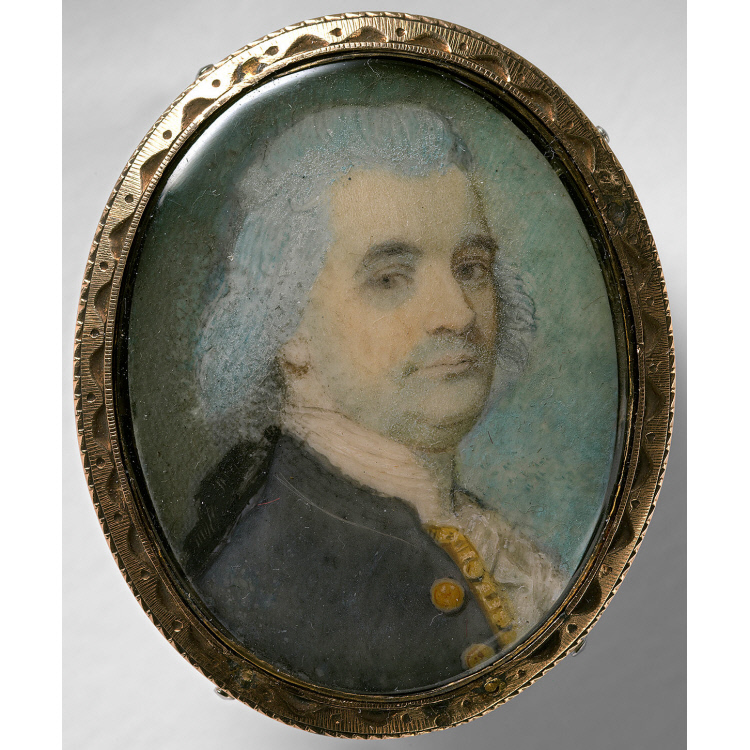
Retrato de Daniel Leonard

Daniel Leonard (Norton, 18 de mayo de 1740 - Londres, 27 de junio de 1829) fue un abogado de la Massachusetts colonial y prominente lealista durante la Revolución estadounidense.

## Biografía
Nació en Norton, Massachusetts, en una prominente familia que hizo fortuna con sus fábricas de hierro en Taunton, Massachusetts. Después de graduarse de Harvard College, Leonard comenzó a ejercer la abogacía en Taunton.
Durante la crisis revolucionaria provocada por el Motín del té, el Parlamento británico aprobó la Ley de Gobierno de Massachusetts en 1774, una de las Leyes Intolerables. Entre otras cosas, esta ley abolió las elecciones para el consejo del Gobernador de Massachusetts y en su lugar exigió que los consejeros fueran nombrados por el gobernador real. Leonard aceptó el nombramiento del gobernador Thomas Hutchinson para este nuevo consejo controlado por la Corona. Los revolucionarios de Massachusetts se indignaron y atacaron la casa de Leonard. Huyó a Boston, ocupada entonces por los británicos, en busca de seguridad.
Entre 1774 y 1775, Leonard, escribiendo bajo el seudónimo de "Massachusettensis", escribió una serie de cartas en apoyo del gobierno real que fueron publicadas en un periódico lealista de Boston, el Massachusetts Gazette. John Adams, escribiendo como "Novanglus", respondió a las cartas en el Boston Gazette. El intercambio epistolar cesó cuando estallaron las batallas de Lexington y Concord. Muchos, incluido Adams, creyeron erróneamente que Jonathan Sewall, el fiscal general, había escrito las cartas de Massachusettensis.
Durante la guerra de la Independencia, Leonard abandonó Boston con los británicos cuando evacuaron la ciudad asediada en 1776. Sus propiedades, como la de otros leales, fueron confiscadas.
Exiliado de Massachusetts, sirvió como presidente del Tribunal Superior de Bermudas entre 1782 y 1806, y posteriormente se retiró a Londres. En 1821, se reveló que él era "Massachusettensis".